# Marmosa xerophila
La marmosa guajira (Marmosa xerophila), también conocida como marmosa del desierto o zarigüeya de La Guajira es una especie de marsupial didelfimorfo de la familia Didelphidae endémica de La Guajira (noreste de Colombia) y Zulia (noroeste de Venezuela).